# St Teath
St Teath est un village et une paroisse civile du nord des Cornouailles, situé près de Delabole et Camelford. Au moment du recensement de 2011, il comptait 2 628 habitants.
L'église médiévale a pour patronne Tetha, une fille de Brychan.

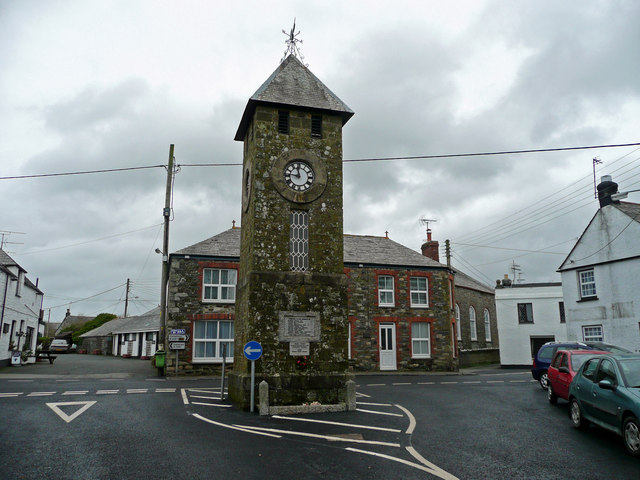
La tour de l'horloge de St Teath.